# Багдасарян, Руслан Рудольфович
Руслан Рудольфович Багдасарян (род. 20 августа 1992, Павлово, Нижегородская область) — российский самбист, чемпион и призёр чемпионатов России, чемпион Европы, призёр чемпионата мира, обладатель Кубка мира по самбо 2014 года, Заслуженный мастер спорта России. Студент ГЦОЛИФК. Воспитанник С. Л. Соснихина. На чемпионате мира по самбо 2015 года был пятым.

## Спортивные результаты
- Чемпионат России по самбо 2015 года — ;
- Чемпионат России по самбо 2016 года — ;
- Чемпионат России по самбо 2017 года — ;
- Чемпионат России по самбо 2018 года — ;